# Ludvík z Mazzarina
Ludvík z Mazzarina (světským jménem: Carmelo Giovanni Matteo Napoli; 27. června 1708, Mazzarino – 23. dubna 1764, tamtéž) byl italský římskokatolický duchovní a člen Řádu menších bratří kapucínů.

## Život
Narodil se 27. června 1708 v Mazzarinu jako syn Vincenza a Antonie Catania.
Roku 1723 se v 15 letech rozhodl vstoupit ke kapucínům a přijal řeholní jméno Ludvík z Mazzarina. Po vysvěcení na kněze se stal kazatel misií. Byl velkým a nadšeným propagátorem úcty k Madoně a eucharistii.
Přednášel teologii a filozofii. Stal se provinčním definitorem, novicmistrem a představeným konventů v Syrakusách a Leonforte. Roku 1744 byl zvolen poradcem kapucínské provincie.
Založil společenství, které mělo za úkol každou neděli adorovat před Nejsvětější Svátostí. Podpořil stavbu chrámu Maria Santissima del Mazzaro, který byl zničen zemětřesením roku 1763.
Roku 1742 byl provinciálem jmenován prefektem vnitřních misií, což je úřad, který se uděloval ctnostým církevním osobnostem  vybavených řečnickými schopnosti.
Během velkého hladomoru roku 1763, neúnavně sloužil chudým ve veřejném útulku v jeho rodné obci.
Zemřel 23. dubna 1764.

## Proces svatořečení
Proces byl zahájen 10. dubna 1888 v diecézi Piazza Armerina.